# Cellach z Armagh
Cellach z Armagh, również Celsus z Armagh (ur. ok. 1080, zm. 1129 w Ardpatrick) – irlandzki biskup i arcybiskup Armagh (1105-1109), święty katolicki.
Był biskupem i reformatorem Kościoła w Irlandii. Z własnych środków odbudował katedrę św. Patryka w Armagh.
Zmarł w Ardpatrick w Munster.
Jego wspomnienie liturgiczne obchodzone jest 1 kwietnia.